# 畠山吉宏
畠山 吉宏（はたけやま よしひろ、1962年9月2日 - ）は、日本中央競馬会(JRA)・美浦トレーニングセンターに所属する調教師。

## 来歴
- 1986年11月、美浦・二本柳一馬厩舎所属の調教助手となる。
- 1998年3月、美浦・根本康広厩舎所属の調教助手となる。
- 1999年2月、調教師免許を取得、翌年開業。
- 2004年、共同通信杯をマイネルデュプレが制しJRA重賞初勝利を挙げる。
- 2013年、NHKマイルカップをマイネルホウオウが制しJRAGI初勝利を挙げる。

## 調教師成績
|            | 日付          | 競馬場・開催  | 競走名     | 馬名               | 頭数 | 人気 | 着順 |
| ---------- | ------------- | ------------- | ---------- | ------------------ | ---- | ---- | ---- |
| 初出走     | 2000年3月4日  | 2回中山3日1R  | 4歳未勝利  | タヤスグレーシャー | 11頭 | 11   | 4着  |
| 初勝利     | 2000年3月5日  | 2回中山4日9R  | 常陸特別   | マイネルトラスト   | 16頭 | 1    | 1着  |
| 重賞初出走 | 2000年9月23日 | 2回札幌7日11R | 札幌3歳S   | ダテノバサラ       | 13頭 | 13   | 12着 |
| 重賞初勝利 | 2004年2月8日  | 1回東京4日11R | 共同通信杯 | マイネルデュプレ   | 10頭 | 4    | 1着  |
| GI初出走   | 2001年5月6日  | 2回東京6日11R | NHKマイルC | フジノテンビー     | 18頭 | 6    | 8着  |
| GI初出走   | 2001年5月6日  | 2回東京6日11R | NHKマイルC | シンボリスナイパー | 18頭 | 14   | 13着 |
| GI初勝利   | 2013年5月5日  | 2回東京6日11R | NHKマイルC | マイネルホウオウ   | 18頭 | 10   | 1着  |

## 主な管理馬
※括弧内は当該馬の優勝重賞競走、太字はGI級競走。
- マイネルデュプレ（2004年共同通信杯）
- グラッブユアハート（2004年スパーキングレディーカップ、2005年白山大賞典、クイーン賞、2006年TCK女王盃、マリーンカップ）
- シンボリグラン（2005年CBC賞）
- マイネルホウオウ（2013年NHKマイルカップ）
- トロワボヌール（2014年・2016年クイーン賞、2015年スパーキングレディーカップ）
- ウインブライト （2017年スプリングステークス、福島記念、2018年中山記念、2019年中山金杯、中山記念、クイーンエリザベス2世カップ、香港カップ）
- ローズプリンスダム （2017年レパードステークス）
- オーロラテソーロ（2022年クラスターカップ）[1]
- ウイングレイテスト（2023年スワンステークス）[2]
- コスモフリーゲン（2025年七夕賞）

## 主な厩舎所属者
- 柴山雄一（2005年-2008年 騎手）
- 田島俊明（2001年-2009年 調教助手）
- 柴田未崎（2009年-2011年 騎手）